# Opisthoplatia orientalis
Opisthoplatia orientalis är en kackerlacksart som först beskrevs av Hermann Burmeister 1838.  Opisthoplatia orientalis ingår i släktet Opisthoplatia och familjen jättekackerlackor. Inga underarter finns listade i Catalogue of Life.